# Maritieme reservaten in Nieuw-Zeeland
Nieuw-Zeeland heeft een totaal van tweeëndertig maritieme reservaten verspreid rond het Noordereiland en het Zuidereiland, en de naburige eilanden, en nog eens twee rond een afgelegen eilandengroep.
Het eerste maritieme reservaat was het Rodney-Okakari Point Marine Reserve.
| Naam                                                   | Grootte (km²) | Oprichting |
| ------------------------------------------------------ | ------------- | ---------- |
| Auckland Islands Marine Reserve                        | 4.840         | 2003       |
| Cape Rodney-Okakari Point Marine Reserve (Goat Island) | 5.25          | 1975       |
| Hawea Marine Reserve (Clio Rocks)                      | 4,11          | 2005       |
| Horoirangi Marine Reserve                              | 9,04          | 2006       |
| Kahukura Marine Reserve (Gold Arm)                     | 4,64          | 2005       |
| Kapiti Marine Reserve                                  | 21,7          | 1992       |
| Kermadec Islands Marine Reserve                        | 7.450         | 1990       |
| Kutu Parera Marine Reserve                             | 4,33          | 2005       |
| Long Bay-Okura Marine Reserve                          |               | 1995       |
| Long Island-Kokomohua Marine Reserve                   |               | 1993       |
| Mayor Island Marine Reserve (Tuhua)                    |               | 1992       |
| Moana Uta Marine Reserve                               | 20,07         | 2005       |
| Motu Manawa-Pollen Island Marine Reserve               |               | 1995       |
| Parininihi Marine Reserve                              |               |            |
| Piopiotahi Marine Reserve (Milford Sound)              | 6,9           | 1993       |
| Pohatu Marine Reserve                                  |               | 1993       |
| Poor Knights Islands Marine Reserve                    |               | 1981       |
| Taipari Roa Marine Reserve                             | 6,13          | 2005       |
| Tapuae Marine Reserve                                  | 1404          | 2008       |
| Taumoana Marine Reserve                                | 14,66         | 2005       |
| Te Angiangi Marine Reserve                             |               | 1997       |
| Te Awaatu Channel Marine Reserve (The Gut)             | 0,93          | 1993       |
| Te Hapua Marine Reserve                                | 4,49          | 2005       |
| Te Matuku Bay Marine Reserve                           |               | 2003       |
| Te Paepae o Aotea Marine Reserve                       |               | 2006       |
| Te Tapuwae O Hua Marine Reserve                        | 36,72         | 2005       |
| Te Tapuwae O Rongokako Marine Reserve                  |               | 1999       |
| Whanganui A Hei Marine Reserve (Cathedral Cove)        |               | 1992       |
| Tonga Island Marine Reserve                            |               | 1993       |
| Ulva Island/Te Wharawhara Marine Reserve               |               |            |
| Westhaven Marine Reserve (Te Tai Tapu)                 |               | 1994       |
| Whangarei Harbour Marine Reserve                       |               | 1994       |